# Маймансингх (округ)
Маймансингх (бенг. ময়মনসিংহ জেলা, англ. Mymensingh District) — округ на северо-востоке Бангладеш, в области Маймансингх. Административный центр — город Маймансингх.

## История
Образован в 1787 году.

## География
Площадь округа — 4363 км².

## Демография
По данным переписи 2001 года население округа составляло 4 439 017 человек. Уровень грамотности взрослого населения составлял 30,7 %, что значительно ниже среднего уровня по Бангладеш (43,1 %).

## Религия
94,73 % населения округа исповедовало ислам, 4,25 % — индуизм, 0,75 % — христианство.

## Административно-территориальное деление
Округ состоит из 12 подокругов.
Подокруга (центр)
1. Маймансингх-Садар (Маймансингх)
2. Бхалука (Бхалука)
3. Дхобаура (Дхобаура)
4. Фулбария (Фулбария)
5. Гаффаргаон (Гаффаргаон)
6. Гаурипур (Гаурипур)
7. Халуагхат (Халуагхат)
8. Ишваргандж (Ишваргандж)
9. Муктагачха (Муктагачха)
10. Нандайл (Нандайл)
11. Пхулпур (Пхулпур)
12. Тришал (Тришал)